# Yves Allaire
Pour les articles homonymes, voir Allaire.
Yves Allaire est un acteur québécois qui a débuté au début des années 1970.
Il incarne plusieurs rôles marquants au cinéma, au théâtre, à la télévision : Saint-Marc dans La Vraie Nature de Bernadette de Gilles Carle, Emrys dans La Légende du Roi Arthus à l'Usine C, et Maurice dans Le Temps d'une paix.
Il joue des premiers rôles dans une douzaine de films dont Les Années de rêves de Jean-Claude Labrecque, Pudding chômeur de Gilles Carle et Liste noire de Jean-Marc Vallée. En 2006, il incarne un mafioso dans Sur la trace d'Igor Rizzi de Noël Mitrani.
Il dévoile en octobre 2021 sa troisième pièce de théâtre nommée Comment écouter les Grandes Orgues quand s’écroulent les falaises.